# Human (documentaire)
Human is een documentairefilm uit 2015 van Yann Arthus-Bertrand.
De film bevat interviews met mensen uit en luchtopnamen van verschillende landen. Van de film zijn verschillende versies uitgekomen: een bioscoopversie van ruim 3 uur, een televisieversie van ruim 2 uur, een webversie in drie delen en een muziekversie zonder gesproken woord. De film is beschikbaar gesteld op YouTube.